# Читрал (аэропорт)
Аэропорт Читрал (англ. Chitral Airport) (ИАТА: CJL, ИКАО: OPCH) — расположен в пакистанском городе Читрале. Аэропорт находится в 4 км к северу от центра города.

## Характеристика
Аэропорт расположен на высоте 1500 метров над уровнем моря, представляет собой здание терминала и одну взлётно-посадочную полосу.